# Фархи, Бен Цион
Бен Цио́н Фа́рхи (ивр. בן ציון פרחי‎, род. 17 июля 1938, Болгария) — израильский юрист. Главный военный прокурор Армии обороны Израиля с 1984 по 1986 год, Председатель Военного апелляционного суда с 1986 по 1996 год. Генерал-майор запаса Армии обороны Израиля. Генеральный директор государственной корпорации «Карнит» с 1997 по 2011 год.

## Биография
Фархи родился в 1938 году в Болгарии в семье Моше (Моиса) и Мазаль Фархи. В возрасте 10 лет, после основания Государства Израиль, репатриировался с семьёй в Израиль и поселился в Тель-Авиве.

### Военная карьера
В 1957 году Фархи был призван на службу в Армии обороны Израиля и поступил на службу бойцом в батальоне военно-инженерных войск.
В дальнейшем прошёл курсы командиров отделений и офицерские курсы, и в ходе военной службы начал учёбу на факультете юриспруденции Еврейского университета в Иерусалиме. В октябре 1966 года получил лицензию на право занятия адвокатской деятельностью. После выхода в запас из армии и завершения учёбы в университете со степенью бакалавр юриспруденции Фархи начал работать адвокатом со специализацией в сфере гражданского права.
В ходе Шестидневной войны 1967 года Фархи, призванный на резервистскую службу, принял участие в боевых действиях на Синайском полуострове в качестве заместителя командира роты военно-инженерных войск, а во время египетско-израильской войны на истощение проходил резервистскую службу около Суэцкого канала, где принимал участие в воздвижении «Линии Бар-Лева».
В начале 70-х годов по рекомендации бригадного генерала Шмуэля Годера, служившего на тот момент Председателем Военного апелляционного суда, Фархи вернулся на службу в армии в звании капитана и поступил на службу в Военной прокуратуре в качестве военного обвинителя, а затем и заместителя главного прокурора, в прокуратуре Центрального военного округа.
В дальнейшем был назначен судьёй окружного военного суда Южного военного округа. Затем вернулся в Военную прокуратуру, где был главным прокурором Центрального военного округа и главой отдела правового надзора.
В 1979 году был повышен в звании до полковника и назначен председателем Особого военного суда, рассматривающего уголовные дела против высшего командного состава армии. Помимо прочего, возглавлял состав суда, признавший израильского офицера разведки черкесского происхождения Изата Нафсо виновным в государственной измене и шпионаже и приговоривший его к 18-летнему тюремному сроку (данный приговор будет отменен лишь спустя несколько лет по постановлению Верховного суда). Параллельно исполнял должность судьи Военного суда по делам о терроризме в Лоде, а также возглавлял апелляционную комиссию по рассмотрению дел о депортации лиц из Западного берега реки Иордан.
1 июня 1984 года Фархи было присвоено звание бригадного генерала, и он был назначен на пост Главного военного прокурора, сменив на посту бригадного генерала Дова Шефи.
В период деятельности Фархи на посту проходило следствие по «делу о маршруте номер 300», в рамках которого выяснялись обстоятельства смерти палестинских террористов, задержанных живыми при попытке захвата автобуса с израильскими пассажирами. Как выяснилось лишь в дальнейшем, террористов казнили после задержания сотрудники Общей службы безопасности «Шабак», которые передали при проверке инцидента ложную информацию с целью скрыть свою ответственность и переложить вину за убийство террористов на командовавшего военной операцией по захвату террористов бригадного генерала Ицхака Мордехая, якобы замеченного при избиении захваченных террористов. На основании ложных показаний сотрудников «Шабака» Юридический советник правительства Ицхак Замир отдал Фархи указание отдать Мордехая под военный суд за нанесение террористам телесных повреждений. Фархи, проверивший дело и обративший внимание на слабость доказательной базы против Мордехая, отказался вопреки высказанной против него на тот момент критики следовать отданному указанию и передал дело на проведение дисциплинарного процесса, завершившегося оправданием Мордехая.
В качестве Главного военного прокурора Фархи также активно продвигал поправку к Закону о военном судопроизводстве, основанную на рекомендациях комиссии во главе с Председателем Верховного суда Израиля Меиром Шамгаром о введении профессиональных юристов в состав военных судов, ранее состоявших из кадровых офицеров без опыта юридической работы, включая требование о назначении профессионального юриста на пост Председателя Военного апелляционного суда.
28 ноября 1986 года передал командование Военной прокуратурой бригадному генералу Амнону Страшнову, а 30 ноября 1986 года был повышен в звании до генерал-майора и назначен на пост Председателя Военного апелляционного суда. Фархи стал первым профессиональным юристом на этом посту благодаря принятой ранее поправке к Закону о военном судопроизводстве. Стал также первым выходцем военно-инженерных войск, дослужившим в Армии обороны Израиля до звания генерал-майора (с тех пор повторил это достижение лишь глава Управления кадров Генштаба генерал-майор Моти Альмоз).
На должности Председателя Военного апелляционного суда, в подчинении которому находится Подразделение военных судов Армии обороны Израиля, Фархи проводил активную деятельность по повышению уровня юридической квалификации военных судей: благодаря проведённой законодательной реформе, вследствие которой и сам Фархи занял свой пост, всё больше судей-юристов назначались на судейские должности, а также призывались на резервистскую службу в военных судах из судов общей юрисдикции. При этом Фархи проводил широкую разъяснительную деятельность в армии, объясняя на различных армейских форумах важность проведённой реформы, изначально воспринятой командованием армии в штыки.
Фархи исполнял последнюю должность до 29 ноября 1996 года, после чего передал пост генерал-майору Илану Шиффу и вышел в запас.

### После выхода в запас
После выхода в запас Фархи было предложено занять должность судьи окружного суда, но он отклонил данное предложение.
С 1997 года Фархи исполнял должность генерального директора государственной корпорации «Карнит» — фонда, учреждённого на основании Закона о компенсации потерпевшим в дорожно-транспортных происшествиях от 1975 года и предназначенного для выплаты компенсации потерпевшим, по каким-либо причинам не имеющим возможности обратиться с иском о компенсации к страховым компаниям. В конце 2010 года вышел на пенсию.

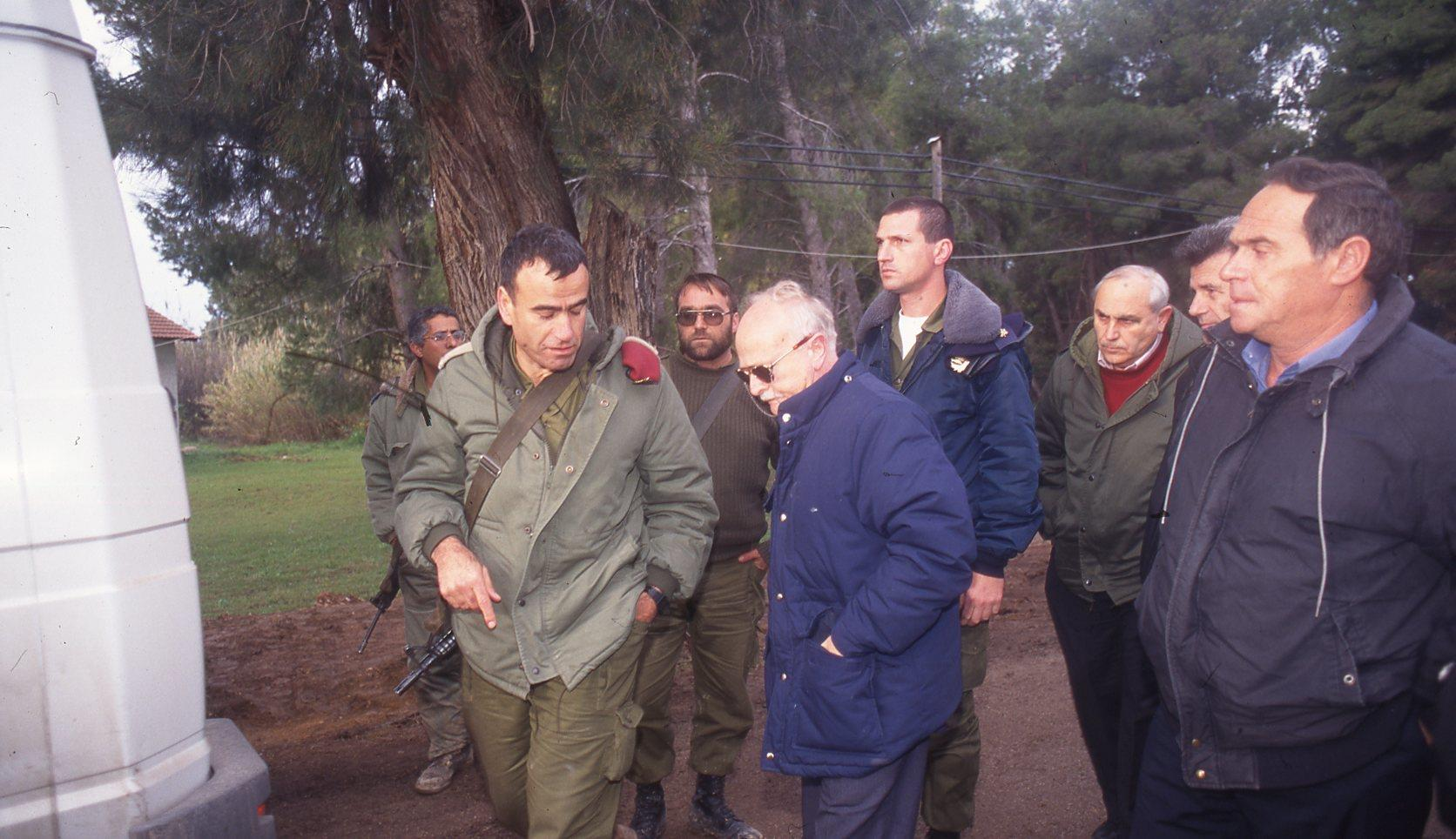
Фархи (сзади в красном свитере) в ходе работы комиссии Иври по расследованию крушения вертолётов, 1997

Фархи был членом комиссии во главе с генерал-майором Давида Иври по расследованию крушения вертолётов CH-53 4 февраля 1997 года. Комиссия выпустила свой отчёт в апреле 1997 года.
С марта 2002 года по февраль 2003 года возглавлял комиссию (известную как «Комиссия Фархи»), назначенную министром обороны для рассмотрения требования семьи моряка затонувшего в 1967 году эсминца ВМС «Эйлат» вскрыть братскую могилу неопознанных моряков с целью дальнейшего опознания останков. Рекомендация комиссии вскрыть могилу была встречена несогласием со стороны некоторых семей моряков и отклонена министром, чьё решение поддержал в дальнейшем Высший суд справедливости Израиля.
С 2003 по 2023 год был также исполняющим обязанности члена комиссии по обжалованию решений о негодности лиц к службе в органах безопасности, требующей допуска к государственной тайне.
С 2006 года является также судьёй Верховного суда Израильской футбольной ассоциации. Широкий резонанс получило решение судейского состава с участием Фархи от 8 августа 2011 года оставить футбольный клуб «Ха-поэль» (Петах-Тиква) в Премьер-лиге Израиля, отменяя постановление о переводе клуба во вторую по значимости Национальную лигу вследствие финансовых затруднений.
В июне 2011 года был назначен также членом общественной комиссии по урегулированию деятельности «старых» пенсионных фондов «Гистадрута»; срок назначения комиссии с участием Фархи был продлён в июле 2017 года.
28 декабря 2011 года Фархи также был назначен сроком на 3 года председателем апелляционной комиссии по рассмотрению исков сверхсрочных служащих Армии обороны Израиля относительно условий их службы.
С июня 2012 по январь 2013 года Фархи входил также в состав комиссии, назначенной Генеральным инспектором полиции Израиля с целью разработки рекомендаций по итогам отчёта Государственного контролёра в отношении деятельности полиции в ходе противостояния пожару на горе Кармель в 2010 году.
Фархи входит также в состав управления некоммерческого партнёрства по сохранению памяти бойцов военно-инженерных войск Израиля. Является также председателем суда чести организации ветеранов Армии обороны Израиля «Цевет».
Проживает в Рамат-ха-Шароне.